# Katalońskie igrzyska kwietne

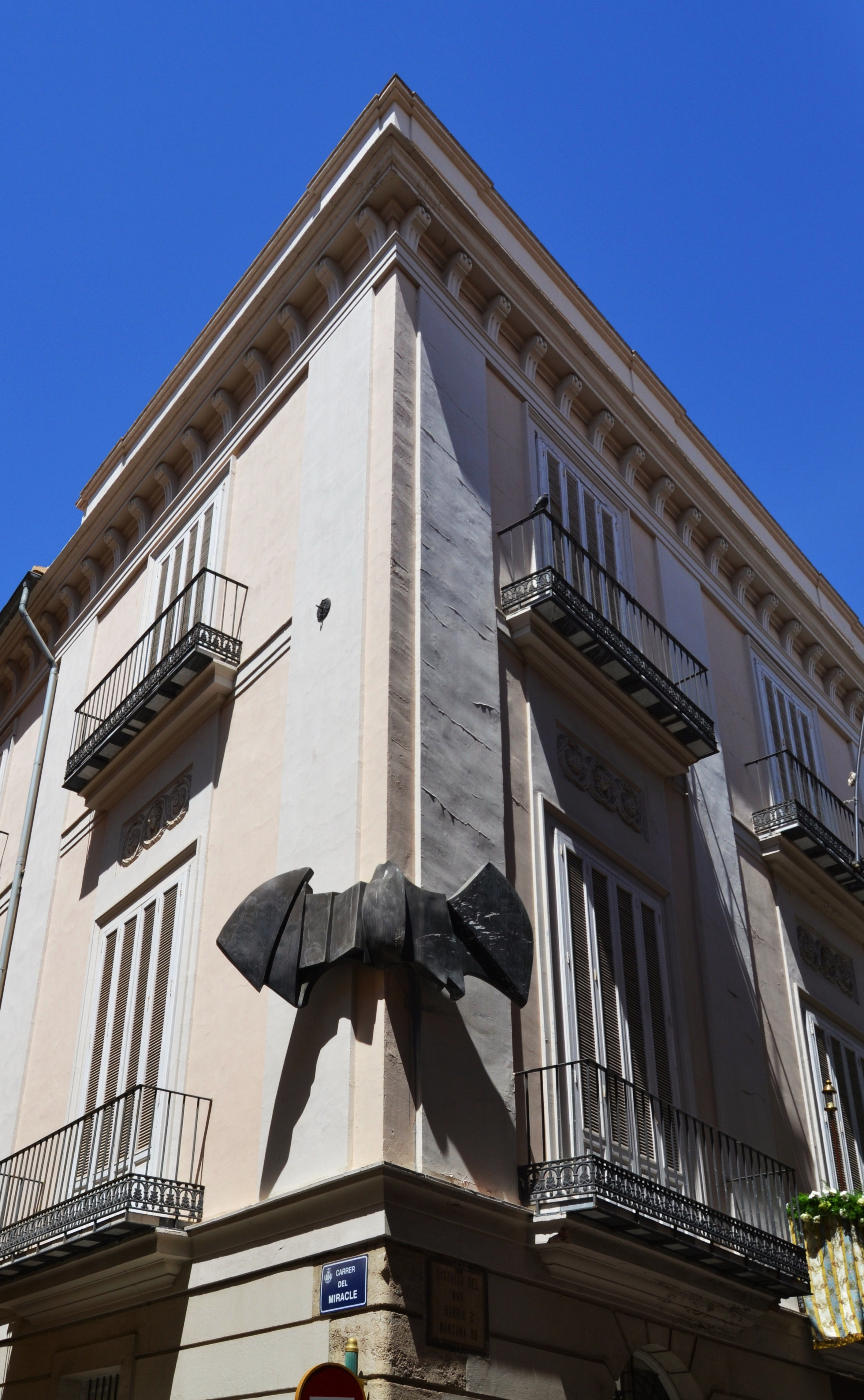
Siedziba Lo Rat Penat, w której odbywały się igrzyska kwietne w Walencji

Katalońskie igrzyska kwietne (we współczesnym katalońskim Jocs florals, w starokatalońskim Jochs florals) – zawody poetyckie w języku katalońskim, znane także jako Igrzyska Wiedzy Radosnej (Jocs de la Gaia Ciència). Powstały na wzór konkursów poetyckich urządzanych od roku 1323 przez Akademię Igrzysk Kwietnych w Tuluzie.

## Igrzyska kwietne w Katalonii
Pierwsze igrzyska kwietne odbyły się w Barcelonie w roku 1393 z woli króla Aragonii Jana I Myśliwego i ponawiano je aż do końca XV wieku. Powrócono do tej tradycji w maju roku 1859 z inicjatywy Antoniego de Bofarull i Víctora Balaguera. Hasło konkursu Patria, Fides, Amor („Ojczyzna, Wiara, Miłość”) nawiązywało do trzech nagród: Złotej Róży (za najlepszy wiersz patriotyczny), Złotego i Srebrnego Fiołka (za najlepszy wiersz religijny) oraz Polnego Kwiatu (za najlepszy wiersz miłosny). Poeta, który zdobył wszystkie trzy nagrody, zdobywał zarazem tytuł Mistrza Wiedzy Radosnej (mestre en gai saber). Igrzyska te odegrały istotną rolę w okresie La Renaixença, katalońskiego odrodzenia literackiego i narodowego. Kres położyła im hiszpańska wojna domowa i dyktatura Franco. W Barcelonie ostatnie igrzyska kwietne odbyły się w roku 1936. W latach 1941–1977 igrzyska odbywały się poza granicami Hiszpanii, a od 1978 ponownie są organizowane w stolicy Katalonii.

## Igrzyska kwietne w Walencji
W XIX wieku w Walencji konkursy poetyckie pod nazwą Igrzyska Kwietne Miasta i Królestwa Walencji (Jocs Florals de la Ciutat i Regne de València) organizowało stowarzyszenie literackie Lo Rat Penat. Na ogół przyznawano 17 nagród regulaminowych oraz dodatkowe wyróżnienia. 
Pośród laureatów katalońskich igrzysk kwietnych znaleźli się Jacint Verdaguer, Àngel Guimerà, Narcís Oller i Teodor Llorente.